# Erin Murphy
Erin Margaret Murphy (Encino, 17 de junio de 1964) es una actriz estadounidense, principalmente  conocida por su papel de la joven Tabitha Stephens en la comedia de televisión Bewitched, en 103 episodios desde la tercera temporada del programa (en 1966) hasta el último episodio original de 1972. Para la primera temporada, compartió este papel durante 18 episodios con su hermana gemela, Diane, ya que eran de apariencia y estatura similares. A medida que crecían y se parecían menos, solo Erin desempeñaba el papel.

## Después de Bewitched

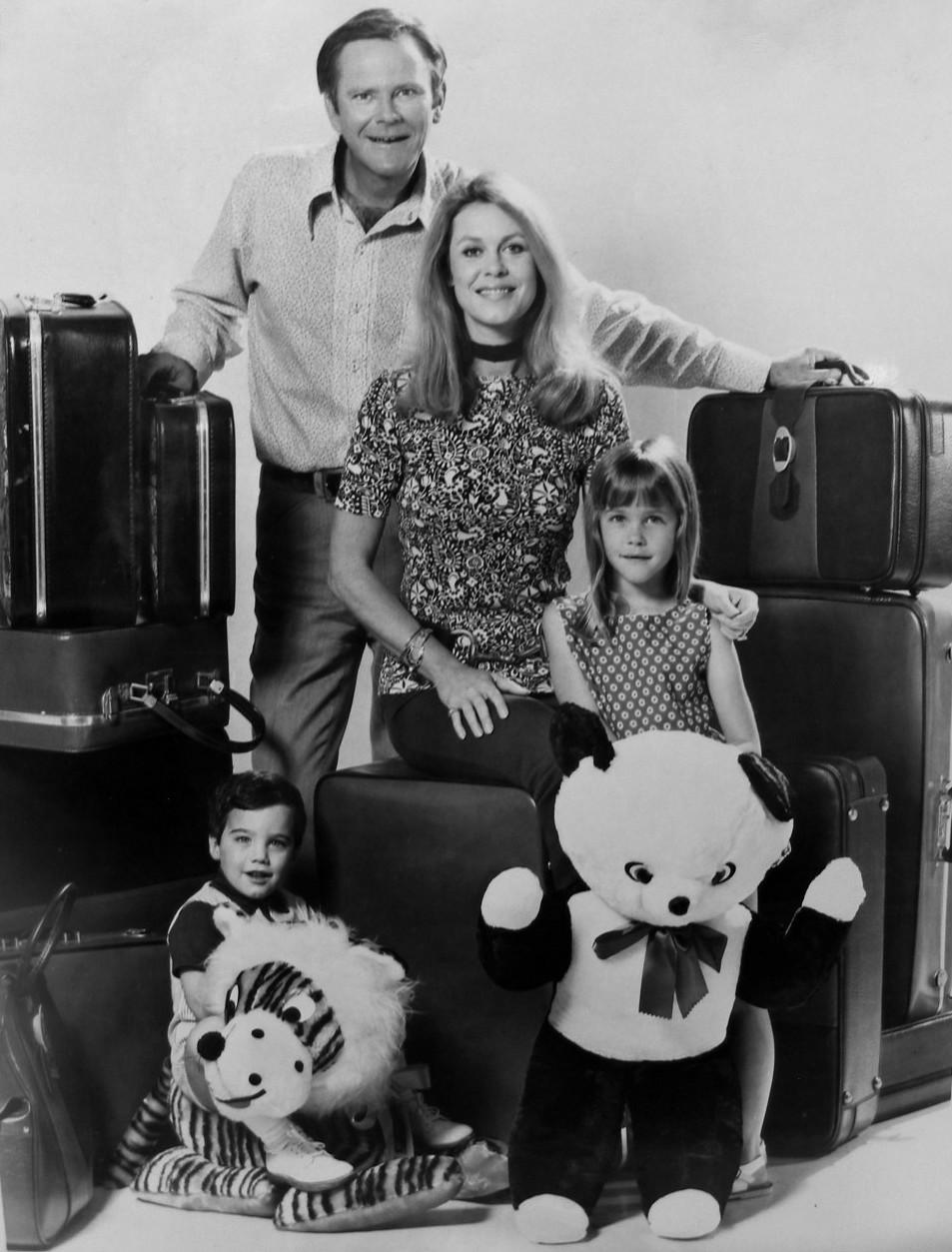
Murphy, en la foto junto a sus compañeros actores Embrujados Dick Sargent, Elizabeth Montgomery y David Lawrence en 1971

Después de Bewitched, Murphy actuó como estrella invitada en programas como Lassie, apareció en más de 100 comerciales y modeló para trajes de baño Hang Ten. Fue porrista de El Toro High School y reina del baile. Murphy ha trabajado como directora de casting, maquilladora, estilista de moda, profesora de actuación, oradora motivacional y doble de riesgo para la actriz Virginia Madsen. Desde 2014, Murphy es copropietaria de Slim Chillers, una empresa que elabora paletas de martini con vodka congeladas bajas en calorías.
Murphy trabajó como presentadora de televisión y corresponsal TVLand, Fox Reality Channel, TVGasm.com y E!, como moderadora en directo de Allergan Medical. También ha sido presentadora de infomerciales (Ab Shark para Thane, Bun Shaper para Emson, SomaTrac Inversion Table). Murphy es la anfitriona de la Parentpedia de Disney Family.com
El 20 de diciembre de 2006, apareció como una de las 12 "extrañas" en el programa de juegos de la NBC Identity. En 2007, apareció en CNN Headline News como una "celebridad con una causa" hablando de su trabajo con organizaciones benéficas relacionadas con el autismo.
En 2008, Murphy apareció como juez de celebridades en el concurso de reality show I Know My Kid's a Star de Danny Bonaduce para actores jóvenes y con Bob Saget en 1 vs 100. También ha aparecido en Craft Lab (DIY /HGTV), Groomer Has It (Animal Planet ) con su Leonberger gigante y en Over Your Head (HGTV) construyendo escalones de piedra en su patio trasero.
Murphy también actuó en la serie Celebrity Championship Wrestling de Hulk Hogan para CMT, en la que las celebridades se entrenaron como luchadores profesionales. La persona de lucha de Erin es Mistress of Mayhem

## Vida personal
Murphy es una escritora de moda, belleza y estilo de vida de lujo, y su trabajo aparece en numerosas revistas y publicaciones en línea. También es oradora motivacional y recauda fondos para organizaciones benéficas. Murphy habla a menudo sobre el tema del autismo porque uno de sus hijos tiene el trastorno.
Murphy apareció en una foto difundida en enero de 2012 en OK! revista con dos de sus alpacas en su rancho en Bell Canyon, California. Murphy habló sobre su empresa Erin Murphy Knits, que ofrece ropa de alpaca ecológica tejida a mano.
En 2018, Variety Magazine escribió que Murphy había comprado la casa de sus sueños en la playa de Malibú por $ 2,300,000.
Murphy se ha casado tres veces y se ha divorciado dos veces. Sus tres maridos son Terry Rogers (1984–1989), Eric Eden (1993–1998) y Darren Dunckel (mayo de 1998–). Tiene dos hijos con Rogers, un hijo con Eden y tres hijos con Dunckel.  